# Siniša Božulić
Siniša Božulić (Sombor, 1959. − Novi Sad, 21. kolovoza 2017.), hrvatski kolumnist i književnik iz Vojvodine, član i jedan od osnivača Hrvatskog kulturnog centra Novi Sad te Hrvatskog kulturno-prosvjetnog društva „Stanislav Preprek“ iz Novog Sada. Živio i radio u Novom Sadu. Pisao pjesme, eseje i romane.

## Životopis
Rodio se je 1959. godine u Somboru. U Novom Sadu je pohađao osnovnu, a u Srijemskim Karlovcima gimnaziju. Uz redovni posao, bavio se stolarskim obrtom. Dok je još bio gimnazijalac, počeo je svirati u rock groupi i tada je napisao nekoliko pjesama. Pisanjem se počeo baviti u gimnaziji. Redovno se bavio pisanjem od 2011. godine. Pisao za Hrvatske novine. Izjavio je da za svaki broj novina trudi se napisati po jednu priču iz života. Junaci njegovih priča su ljudi iz neposrednog susjedstva, susjedi, rođaci, ponekad i političari. 2013. je godine objavio zbirku pjesama Buđenje čovjeka. Pjesme su mu grupirane u tri skupine, jedna se bavi pobunom protiv poremećenog sustava vrijednosti danas u društvu, druga je ljubavna, a treća se bavi zavičajem koji Božuliću zauzima važan dio života, a on ih ima dva: Dalmaciju i Vojvodinu. Za jesen 2016. bio je najavljen njegov roman.
Spisateljske uradke su mu povremeno objavljivali i u Hrvatskome fokusu. Pjesme su mu objavljene u zbirci Preprekovo proljeće 2013. – 2016. i Lira naiva 2014. te Zborniku rešetaračkih susreta 2014. godine.

## Vanjske poveznice
- YouTube TV KANAL 9, NOVI SAD: BIBER, "BUĐENJE ČOVEKA" SINIŠE BOŽULIĆA, 9. listopada 2013.